# جنگلی‌های آراسته
جنگلی‌های آراسته (نام علمی: Harmilla) نام یک سرده از خانواده فرچه‌پایان است.